# Melanochyla bracteata
Melanochyla bracteata är en sumakväxtart som beskrevs av George King. Melanochyla bracteata ingår i släktet Melanochyla och familjen sumakväxter. Inga underarter finns listade i Catalogue of Life.